# Julie-Marguerite-Lia Blanchard
Pour les articles homonymes, voir Blanchard.
Julie-Marguerite-Lia Blanchard, dite mère Marie-Antoinette, née le 19 mars 1854 à Saint-Isidore (Canada-Est) et morte le 24 janvier 1939 à Montréal (Québec), est une religieuse canadienne qui fut supérieure générale des Sœurs de la Providence et autrice. Elle fut également une réformatrice de l'éducation et une missionnaire.

## Biographie

### Enfance
Julie-Marguerite-Lia Blanchard est née le 19 mars 1854 à Saint-Isidore au Canada-Est. Elle est l’aînée d'une famille de 15 enfants. Elle se fait remarquer pour son caractère et sa personnalité lors de sa scolarisation. Émilie Gamelin est une de ses enseignantes au couvent des Sœurs de la charité de la Providence à Montréal.

### Entrée dans les ordres

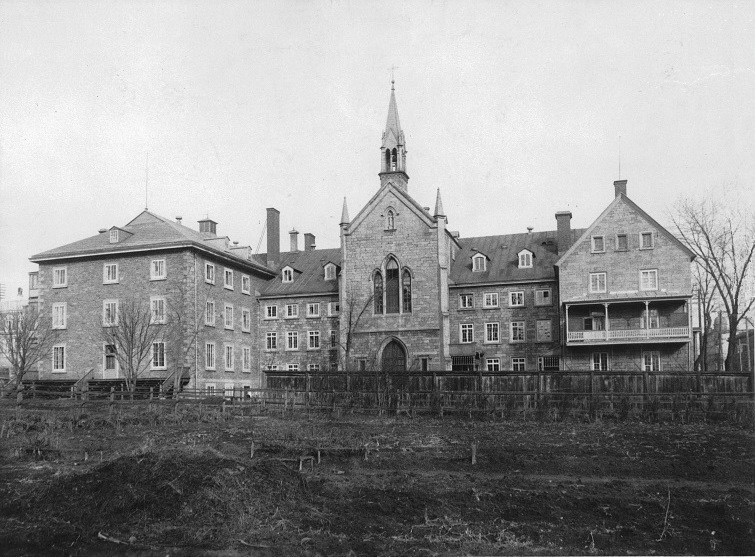
Maison-mère et chapelle des Sœurs de la Providence, vers 1890

Le 19 novembre 1873, Julie-Marguerite-Lia Blanchard fait ses vœux perpétuels et prend les premiers prénoms de sa mère comme nom religieux.
Elle reçoit rapidement de nombreuses responsabilités à l’orphelinat Saint-Alexis (1872), à l’asile  de Montréal (1874), à l’orphelinat de Saint-Henri-de-Mascouche (1874), à l’école Saint-Jacques de Montréal (1876) et à la mission de Saint-Vincent-de-Paul de Laval (1879).
Elle reforme la constitution des Sœurs de la charité de la Providence et celle-ci est approuvée par le Vatican en 1900.
À sa retraite en 1910, 23 fondations (hospices, missions, orphelinats, hôpitaux, noviciats, écoles, refuges pour les pauvres) sont créées grâce à ses efforts.

## Œuvres
L'essentiel de ses chroniques, brochures et livres sont recensés dans ce recueil :
- Julie-Marguerite-Lia Blanchard (Sœur Hélène-Marguerite), Bio-bibliographie : mère Marie-Antoinette, sœur de charité de la Providence, Montréal-Canada, 1854–1939, Montréal, 1951

Elle a également écrit :
- Généalogies des familles Blanchard et Neveu, 1915
- Notes généalogiques sur la famille de mère Marie-Julien, supérieure générale des Filles de la charité servantes des pauvres, Montréal, 1915
- Notes historiques, 1799–1893, Sœurs de la Providence, Montréal, 1922
- Notes historiques : livre dédié aux vénérables jubilaires de l’Institut des Filles de la charité servantes des pauvres, dites Sœurs de la Providence, Montréal, 1922